# ZX Interface 1

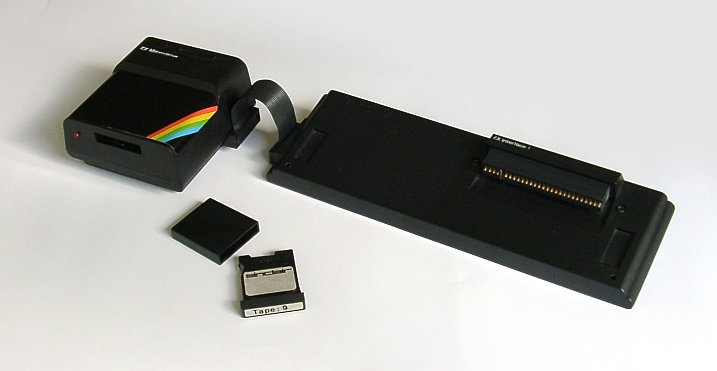
ZX Interface 1, Microdrive i cartutx.

ZX Interface 1 va ser un perifèric creat per Sinclair Research per als ZX Spectrum, llançat al mercat el 1983. Originalment va ser creat per muntar una LAN que pogués ser utilitzada a les escoles, però va ser revisat abans del seu llançament per afegir un sistema d'emmagatzematge massiu conegut com a ZX Microdrive.

## Característics
Es connectava al bus d'expansió, quedant sota l'Spectrum i deixant aquest en una posició inclinada més ergonòmica. Per evitar mals contactes tenia dos cargols que substituïen a dos de la carcassa de l'Spectrum original (les carcasses dels Spectrum+ portaven aquestes perforacions per continuar garantint la fixació). Per garantir l'expansió tenia un connector de bus d'expansió, de manera que es podia seguir utilitzant la resta d'interfícies.
La Interface 1, afegia a més un port RS-232 (DE-9 en la posterior) per ser usat amb impressores, capaç d'operar fins als 19,2 kbps. El dispositiu posava 2 ports de xarxa a disposició dels usuaris permetent connectar fins a 64 ZX Spectrum. Aquest sistema va rebre el nom de «ZX NET».
Això s'aconseguia connectant una ZX Interface 1 a cada ZX Spectrum que es volgués connectar, i utilitzant un cable de 3 m que venia inclòs amb la Interface, es procedia a interconnectar-los. Les dades podien ser enviats o rebuts a 100 bps a una o diverses estacions, o es podia fer «radiodifusió» a totes les estacions actuant una com servidor i les altres com clients. Una altra característica que té la ZX Interface 1, és la de controlar fins a 8 unitats de ZX Microdrive, que podien ser posades a disposició de la ZX NET, accedint a una unitat al mateix temps per qualsevol dels clients connectats. Es podia connectar també una «ZX Printer», i posar-la a disposició de la ZX NET.
La Interface 1, tenia al seu interior una memòria ROM de 8 KiB que incloïa el programari per manejar els ZX Microdrive, el port RS-232 i la connexió de xarxa. Aquesta ROM afegia ordres al ZX Spectrum com OPEN #, CLOSE #, MOVE, ERASE, CAT i FORMAT; si bé aquestes ordes apareixen impresos en el teclat del ZX Spectrum, aquests no compleixen la seva funció si no hi ha una ZX Interface 1 connectada a la màquina. Per evitar incompatibilitats, es recorria a paginar aquesta ROM en lloc de part de la ROM de l'Spectrum quan era necessari accedir al codi. No obstant això va presentar alguns problemes amb jocs que utilitzaven la part de RAM reservada per al control dels Microdrive.

### QLAN
Una variació de la ZX NET va ser la que es va utilitzar amb el Sinclair QL rebent el nom de «QLAN», i va ser pensada per tenir interoperabilitat amb la ZX NET, però per qüestions de diferències de sincronització, aquesta va ser problemàtica.